# NGC 1496
NGC 1496 ist ein offener Sternhaufen im Sternbild Perseus und hat eine Winkelausdehnung von 3,0' und eine scheinbare Helligkeit von +9,6 mag. Er wurde am 8. November 1831 von John Herschel entdeckt und wird auch als OCL 396 bezeichnet. 
Der offene Sternhaufen NGC 1496 wurde am 8. November 1831 von dem britischen Astronomen John Frederick William Herschel entdeckt.